# Achada do Barro
Achada do Barro é um sítio povoado da freguesia de Santo António da Serra (Santa Cruz), concelho de Santa Cruz, Ilha da Madeira.